# Xuda
Xuda (kinesiska: 徐达, 徐达乡) är en socken i Kina. Den ligger i den autonoma regionen Tibet, i den sydvästra delen av landet, omkring 240 kilometer nordost om regionhuvudstaden Lhasa.
Genomsnittlig årsnederbörd är 1 096 millimeter. Den regnigaste månaden är juni, med i genomsnitt 234 mm nederbörd, och den torraste är december, med 7 mm nederbörd.